# فرانسیس لدرر
فرانسیس لدرر (انگلیسی: Francis Lederer؛  ‏۶ نوامبر ۱۸۹۹ – ۲۵ مهٔ ۲۰۰۰) هنرپیشه اهل ایالات متحده آمریکا بود.
از فیلم‌ها یا برنامه‌های تلویزیونی که وی در آن نقش داشته است، می‌توان به خاطرات یک خدمتکار، جعبه پاندورا و پل سن لوئیس ری اشاره کرد.

## سال های اولیه
فرانسیس لدرر در خانواده ای یهودی به دنیا آمد.  اودر بخش فقیرنشین پراگ بزرگ شد، جایی که تنها تفریح او کشتی بود. 